# The Root of All Evil (chanson)
Pour les articles homonymes, voir The Root of All Evil.
Pistes de Octavarium
The Answer Lies Within
(2)
The Root of All Evil est la première chanson de l'album Octavarium du groupe de metal progressif Dream Theater. Les paroles ont été écrites par Mike Portnoy et dédiées à Bill W. and all of his friends.

## Apparitions
1. Octavarium (Album) (2005)
2. Score (Album Live) (2006)
3. Live at Luna Park (DVD Live) (2013)

## Faits Divers
- The Root of All Evil est composée des parties 6 et 7 de la Alcoholics Anonymous suite, suivant les parties 1 à 3 de The Glass Prison (Six Degrees of Inner Turbulence) et 4 et 5 de This Dying Soul (Train of Thought).
- VI. Ready est la première partie de la chanson de 0:00 à 3:41 et traite de la 6e partie du programme de 12 étapes des alcooliques anonymes qui dit qu'une fois le mal avoué, nous sommes entièrement prêt à mettre fin à la dépendance.
- VII. Remove est la deuxième partie de la chanson de 3:41 à 8:25 et traite de la 7e et plus importante partie du programme de 12 étapes des alcooliques anonymes qui consiste à mettre fin à la dépendance avec l'aide de Dieu.
- La chanson débute sur la même note que l'album Train of Thought se termine, créant une suite de chaque album depuis l'arrivée de Jordan Rudess dans le groupe. Mike Portnoy a toutefois déclaré que c'était le dernier album à faire ce lien.
- La chanson a été jouée en introduction à presque tous les spectacles de la tournée du 20e anniversaire du groupe. Elle était précédée de la finale de In The Name of God et d'une petit vidéo représentant la couverture de l'album Octavarium.
- La mélodie jouée au piano à la fin est la mélodie principale de Medicate Me, deuxième partie d'Octavarium
- Le mot "Root" dans le titre de la chanson fait référence au nom de la première note d'une gamme en anglais, cette chanson étant la première de l'album Octavarium où chaque chanson évoque une note de la gamme par sa note fondamentale (dans cette chanson un Fa)
- L'introduction de la chanson est aussi entendue dans les dernières notes de la chanson Octavarium, ainsi cette phrase musicale ouvre et ferme l'album.

## Personnel
- James LaBrie - chant
- John Myung - basse
- John Petrucci - guitare
- Mike Portnoy - batterie et chant
- Jordan Rudess - claviers